# 薩克森-魏瑪-艾森納赫的愛德華王子
萨克森-魏玛-爱森纳赫的威廉·奥古斯特·爱德华王子 KP GCB  GCVO PC(Ire)（英语：Prince William Augustus Edward of Saxe-Weimar-Eisenach，1823年10月11日—1902年11月16日）是一位德国贵族和英国军官。在掷弹兵近卫队服役后，他于1870年成为近卫旅的少将司令和本土防卫部队司令。1878年10月，爱德华成为南方军区司令，后于1885年10月成为爱尔兰总司令。1897年，尽管他的职业生涯并没有什么伟大的军事成就，但爱德华还是得以晋升陆军元帅。

## 军旅生涯
爱德华出生于伦敦的布希府邸，他是萨克森-魏玛-艾森纳赫的伯恩哈德王子和萨克森-迈宁根的艾达公主的儿子，他出生的布希府邸是他母亲的妹妹阿德莱德和她的丈夫，未来的英国国王威廉四世的家。
在归化为英国臣民后，爱德华的军事生涯于1841年6月1日开始，当时他在桑德赫斯特皇家军事学院学习，并以少尉身份加入第67（南汉普郡）步兵团。他于1841年6月8日加入掷弹兵卫队并晋升少尉，后晋升陆军中尉，并于1846年5月19日晋升陆军上尉。1850年11月，爱德华成为掷弹兵营的副司令。

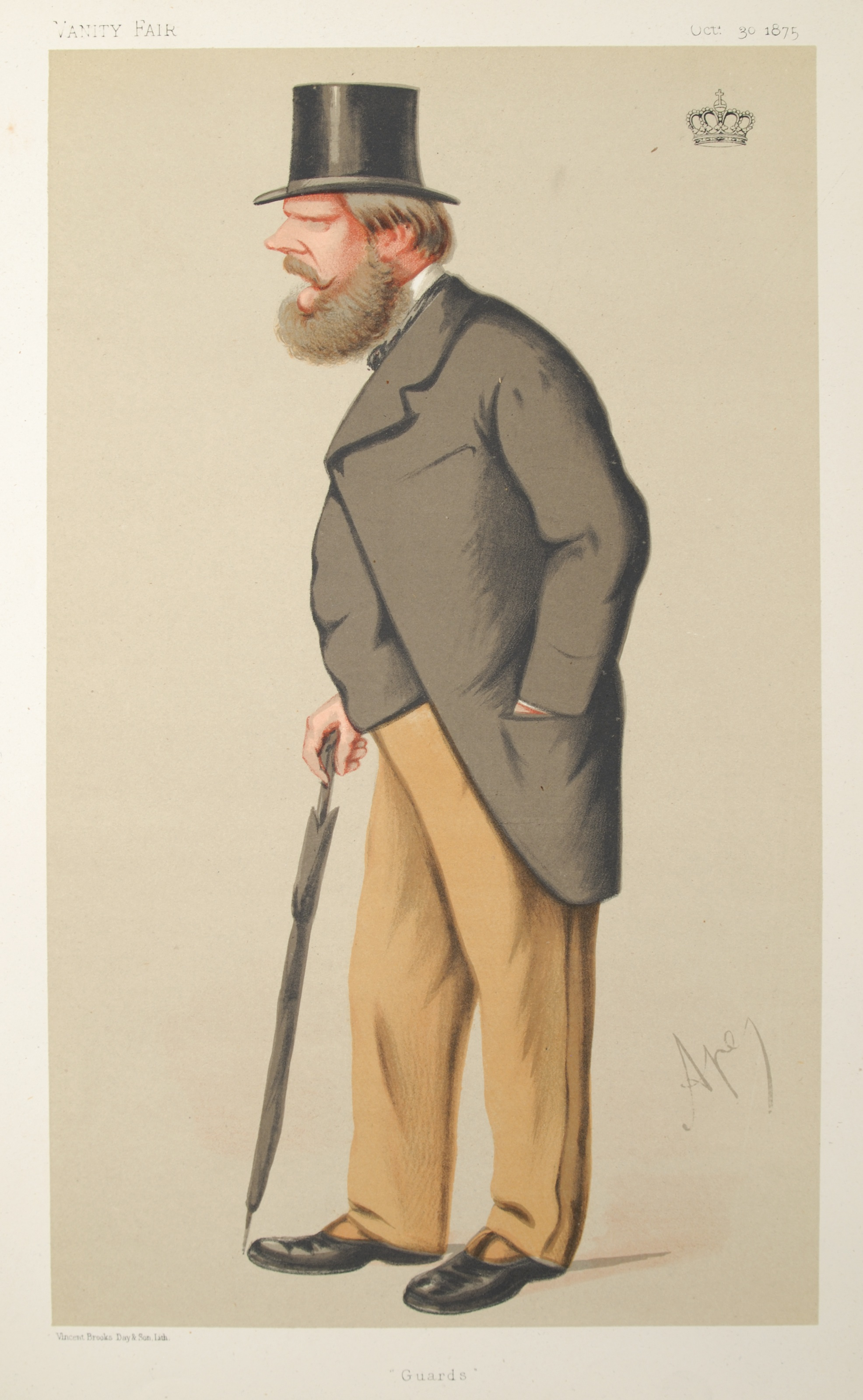
52岁的萨克森-魏玛的爱德华王子

爱德华于1854年6月20日晋升为掷弹兵卫队的名誉少校。他随军参加了克里米亚战争中的阿尔玛战役和塞瓦斯托波尔围城战，在战争中他受了轻伤。此外，他还参加了1854年10月的巴拉克拉瓦战役和11月的英克尔曼战役。1854年12月12日，爱德华因“在战场上的杰出服务”晋升名誉中校。
爱德华随后被任命为女王的侍从官，并于1855年10月5日在掷弹兵卫队获得上校军衔。1866年，他被授予殿下（Royal Highness）的尊号，并于1868年3月6日晋升少将。1870年，他被任命为近卫步兵旅少将司令和本土防卫部队司令，并于1877年7月6日晋升中将。爱德华于1878年10月成为南方军区司令。1879年11月4日，爱德华晋升上将。此后，爱德华转任爱尔兰总司令，并于1885年10月成为爱尔兰枢密院成员，最终于1890年10月退休。
退休后，爱德华成为爱国基金会的委员。除实际担任的军职外，爱德华还是第10（林肯郡）步兵团的名誉上校和第1（生命卫队）步兵团的名誉上校。1897年6月22日，爱德华晋升陆军元帅。之后，泰晤士报给出了负面评论，称他的职业生涯没有任何伟大的军事成就。
爱德华王子和王妃多年夏季一直在北伯里克避暑。1902年10月，在他接待来访的爱德华七世不久后，爱德华王子被授予北贝里克皇家自治市镇的荣誉市民。
爱德华于1902年11月16日在伦敦波特兰坊去世，葬于奇切斯特座堂他妻子家族里士满和伦诺克斯公爵的墓穴中。

## 家庭
1851年11月27日，爱德华与奥古斯塔·凯瑟琳·戈登-伦诺克斯夫人结婚（奥古斯塔·凯瑟琳是第五代里士满公爵查尔斯·戈登-伦诺克斯的女儿）。奥古斯塔·凯瑟琳在结婚当天被萨克森-魏玛大公封为多恩堡伯爵夫人。法院通告表明，直到1886年初，她通常以该头衔作为称呼。1886年之后，按照丈夫的头衔，她被称为“萨克森-魏玛-爱森纳赫的爱德华王妃殿下”。夫妻二人没有孩子。

克里米亚战争期间，爱德华参加了英克尔曼战役

## 荣誉

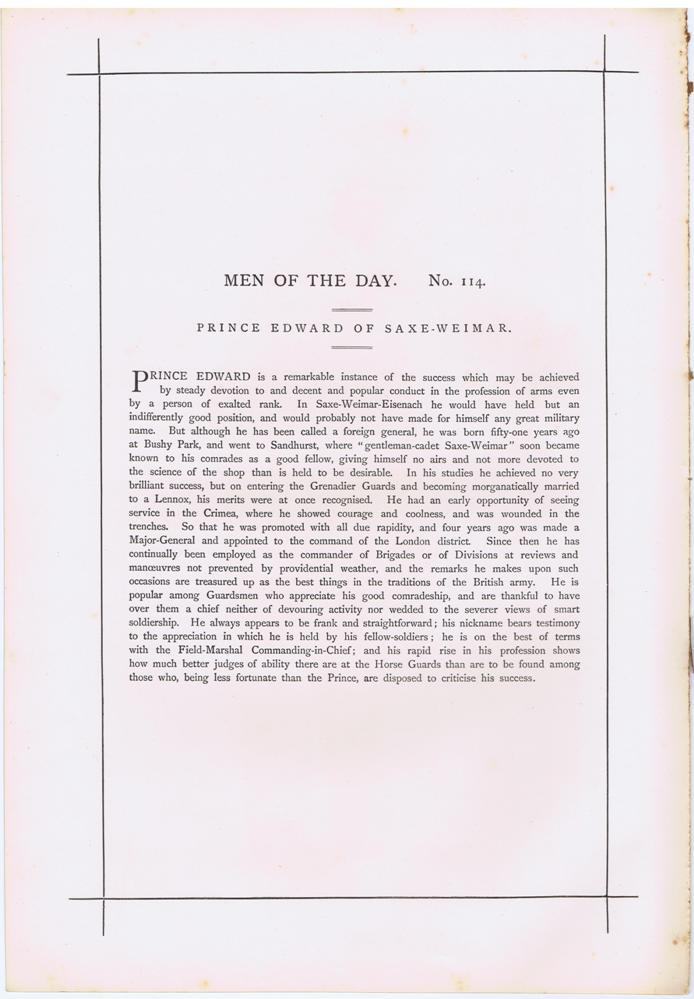
1875年爱德华王子的文字传记

爱德华获得了以下勋章和荣誉：
- 萨克森-魏玛-爱森纳赫: 白鹰大十字勋章（英语：Order of the White Falcon）
- 韦廷家族恩斯特系诸邦国: 萨克森-恩斯特家族大十字勋章（英语：Saxe-Ernestine House Order）[25]
- 汉诺威王国: 皇家圭尔夫大十字勋章[26]
- 英國:
  - 克里米亚战争纪念勋章（英语：Crimea Medal）
  - 巴斯骑士大十字勋章[27]
  - 圣帕特里克勋章[28]
  - 皇家维多利亚骑士大十字勋章[29]
- 法兰西第二帝国: 法国荣誉军团勋章[30]
- 奥斯曼帝国:
  - 土耳其克里米亚勋章（英语：Turkish Crimea Medal）
  - 三等梅吉迪勋章（英语：Order of the Medjidie）[31]
- 荷蘭:
  - 威廉大十字军事勋章（英语：Military William Order）[32]
  - 荷兰之狮大十字勋章（英语：Order of the Netherlands Lion）
- 梅克伦堡: 温蒂斯皇权大十字勋章（英语：Order of the Wendish Crown）[33]
- 普鲁士王国: 红鹰大十字勋章[34]
- 符騰堡王国: 符腾堡王权大十字勋章（英语：Order of the Crown (Württemberg)）[35]
- 黑森大公國: 路德维格大十字勋章（英语：Ludwig Order）[36]

## 引注
1. ↑  The Times (14 October 1823): 3.
2. ↑  Heathcote, p. 114
3. ↑  . 倫敦憲報. 1846-05-19.
4. ↑  . 倫敦憲報. 1850-11-22.
5. ↑  . 倫敦憲報. 1854-06-22.
6. ↑  . 倫敦憲報. 1854-11-07.
7. 1 2 3 4 5  Heathcote, p. 115
8. ↑  . 倫敦憲報. 1854-12-12.
9. ↑  . 倫敦憲報. 1855-10-05.
10. ↑  . 倫敦憲報. 1869-04-02.
11. ↑  . 倫敦憲報. 1870-06-24.
12. ↑  . 倫敦憲報. 1877-09-14.
13. ↑  . 倫敦憲報. 1879-12-05.
14. ↑  . 倫敦憲報. 1885-09-18.
15. ↑  . 倫敦憲報. 1890-10-14.
16. ↑  . 倫敦憲報. 1890-08-12.
17. ↑  . 倫敦憲報. 1878-11-26.
18. ↑  . 倫敦憲報. 1888-12-04.
19. ↑  . 倫敦憲報. 1897-06-25.
20. ↑  . The Times (36909) (London). 1902-10-27. p. 4.
21. ↑  "Funeral of Prince Edward of Saxe-Weimar", The Times (1902-11-20): 12.
22. ↑  Heathcote, p. 114
23. ↑  . Historic Autographs.   [2013-10-26]. （原始内容存档于2018-10-02）.
24. ↑  , , Weimar: Böhlau: 8–9, 1900  [2020-04-05], （原始内容存档于2020-06-25） （德语）
25. ↑  , , Coburg and Gotha: 7, 1843  [2020-04-05], （原始内容存档于2023-06-05） （德语）
26. ↑  Staat Hannover. . Berenberg. 1860: 71.
27. ↑  . 倫敦憲報. 1887-06-28.
28. ↑  Shaw, p. 105
29. ↑  . 倫敦憲報. 1901-03-08.
30. ↑  . 倫敦憲報. 1856-08-04.
31. ↑  . 倫敦憲報. 1858-03-02.
32. ↑   [Military William Order: Saxe-Weimar-Eisenach, W.A.E. Duke of]. Ministerie van Defensie. 1858-04-07  [2020-04-05]. （原始内容存档于2023-06-06） （荷兰语）.
33. ↑  . . Neustrelitz: Druck und Debit der Buchdruckerei von G. F. Spalding und Sohn. 1878: 11 （德语）.
34. ↑  ,  1, Berlin: Gedruckt in der Reichsdruckerei: 23, 1886  [2021-08-18], （原始内容存档于2022-11-11） –hathitrust.org （德语）
35. ↑  , , Stuttgart: Druck von W. Kohlhammer: 28, 1896  [2020-04-05] （德语）
36. ↑  , , Darmstadt: Im Verlag der Invalidenanstalt: 14, 1883  [2020-12-29], （原始内容存档于2021-10-09） （德语）